# Liste des députés européens d'Autriche de la 9e législature

Cet article présente la liste des députés européens d'Autriche élus lors des élections européennes de 2019 en Autriche.

## Députés européens élus en 2019
| Nom                  | Parti | Parti                                          | Parti | Groupe parlementaire européen |
| -------------------- | ----- | ---------------------------------------------- | ----- | ----------------------------- |
| Alexander Bernhuber  |       | Österreichische Volkspartei                    | ÖVP   | PPE                           |
| Christian Sagartz    |       | Österreichische Volkspartei                    | ÖVP   | PPE                           |
| Claudia Gamon        |       | NEOS – Das Neue Österreich und Liberales Forum | NEOS  | RE                            |
| Roman Haider         |       | Freiheitliche Partei Österreichs               | FPÖ   | ID                            |
| Hannes Heide         |       | Sozialdemokratische Partei Österreichs         | SPÖ   | S&D                           |
| Othmar Karas         |       | Österreichische Volkspartei                    | ÖVP   | PPE                           |
| Lukas Mandl          |       | Österreichische Volkspartei                    | ÖVP   | PPE                           |
| Georg Mayer          |       | Freiheitliche Partei Österreichs               | FPÖ   | ID                            |
| Evelyn Regner        |       | Sozialdemokratische Partei Österreichs         | SPÖ   | S&D                           |
| Andreas Schieder     |       | Sozialdemokratische Partei Österreichs         | SPÖ   | S&D                           |
| Simone Schmiedtbauer |       | Österreichische Volkspartei                    | ÖVP   | PPE                           |
| Günther Sidl         |       | Sozialdemokratische Partei Österreichs         | SPÖ   | S&D                           |
| Barbara Thaler       |       | Österreichische Volkspartei                    | ÖVP   | PPE                           |
| Monika Vana          |       | Die Grünen – Die Grüne Alternative             | GRÜNE | Verts/ALE                     |
| Harald Vilimsky      |       | Freiheitliche Partei Österreichs               | FPÖ   | ID                            |
| Bettina Vollath      |       | Sozialdemokratische Partei Österreichs         | SPÖ   | S&D                           |
| Sarah Wiener         |       | Die Grünen – Die Grüne Alternative             | GRÜNE | Verts/ALE                     |
| Angelika Winzig      |       | Österreichische Volkspartei                    | ÖVP   | PPE                           |

## Entrants et sortants
| Entrant           | Parti                                  | Groupe    | En remplacement de   | Date             | Motif                                 |
| ----------------- | -------------------------------------- | --------- | -------------------- | ---------------- | ------------------------------------- |
| Christian Sagartz | Österreichische Volkspartei            | PPE       | Karoline Edtstadler  | 23 janvier 2020  | Nommée au gouvernement autrichien.    |
| Thomas Waitz      | Die Grünen – Die Grüne Alternative     | Verts/ALE | -                    | 1er février 2020 | Redistribution des sièges du Brexit.  |
| Theresa Muigg     | Sozialdemokratische Partei Österreichs | S&D       | Bettina Vollath      | 10 octobre 2022  | Démission.                            |
| Wolfram Pirchner  | Österreichische Volkspartei            | PPE       | Simone Schmiedtbauer | 17 octobre 2023  | Rejoint le conseil régional de Styrie |

## Changement d'affiliation
| Membre | Parti  | Parti   | Groupe | Groupe  | Date |
| Membre | Ancien | Nouveau | Ancien | Nouveau | Date |
| ------ | ------ | ------- | ------ | ------- | ---- |